# Donja Sabanta
Donja Sabanta (en serbe cyrillique : Доња Сабанта) est un village de Serbie situé dans la municipalité de Pivara (Kragujevac), district de Šumadija. Au recensement de 2011, il comptait 544 habitants.

## Démographie
| 1948  | 1953  | 1961  | 1971 | 1981 | 1991 | 2002 | 2011 |
| ----- | ----- | ----- | ---- | ---- | ---- | ---- | ---- |
| 1 210 | 1 122 | 1 033 | 922  | 856  | 801  | 651  | 544  |

|  |